# Municipalità regionale della contea di Les Collines-de-l'Outaouais
La municipalità regionale di contea di Les Collines-de-l'Outaouais è una municipalità regionale di contea del Canada, localizzata nella provincia del Québec, nella regione di Outaouais.
Il suo capoluogo è Chelsea.

## Suddivisioni
Municipalità
- Cantley
- Chelsea
- L'Ange-Gardien
- La Pêche
- Notre-Dame-de-la-Salette
- Pontiac
- Val-des-Monts